# De Nonancourt
De Nonancourt is een adellijk huis van Luxemburgse en Franse oorsprong.

## Geschiedenis
De adel van de familie de Nonancourt werd 'sinds onheuglijke tijden' bevestigd door rechtbanken:
- in 1624 door burgemeester en schepenen en hof van justitie van Pouilly voor Jehan de Nonancourt.
- in 1662 door dezelfden voor Salomon de Nonancourt.
- in 1673 door dezelfden ten gunste van de kinderen van Salomon.
- in 1749 door de leenmannen van het graafschap Aalst ten gunste van de weduwe van Jean-Ferdinand de Nonancourt.
- in 1756 door de provoost en de beëdigden van het graafschap Ruinen ten gunste van Philippe de Nonancourt.

## Antoine de Nonancourt

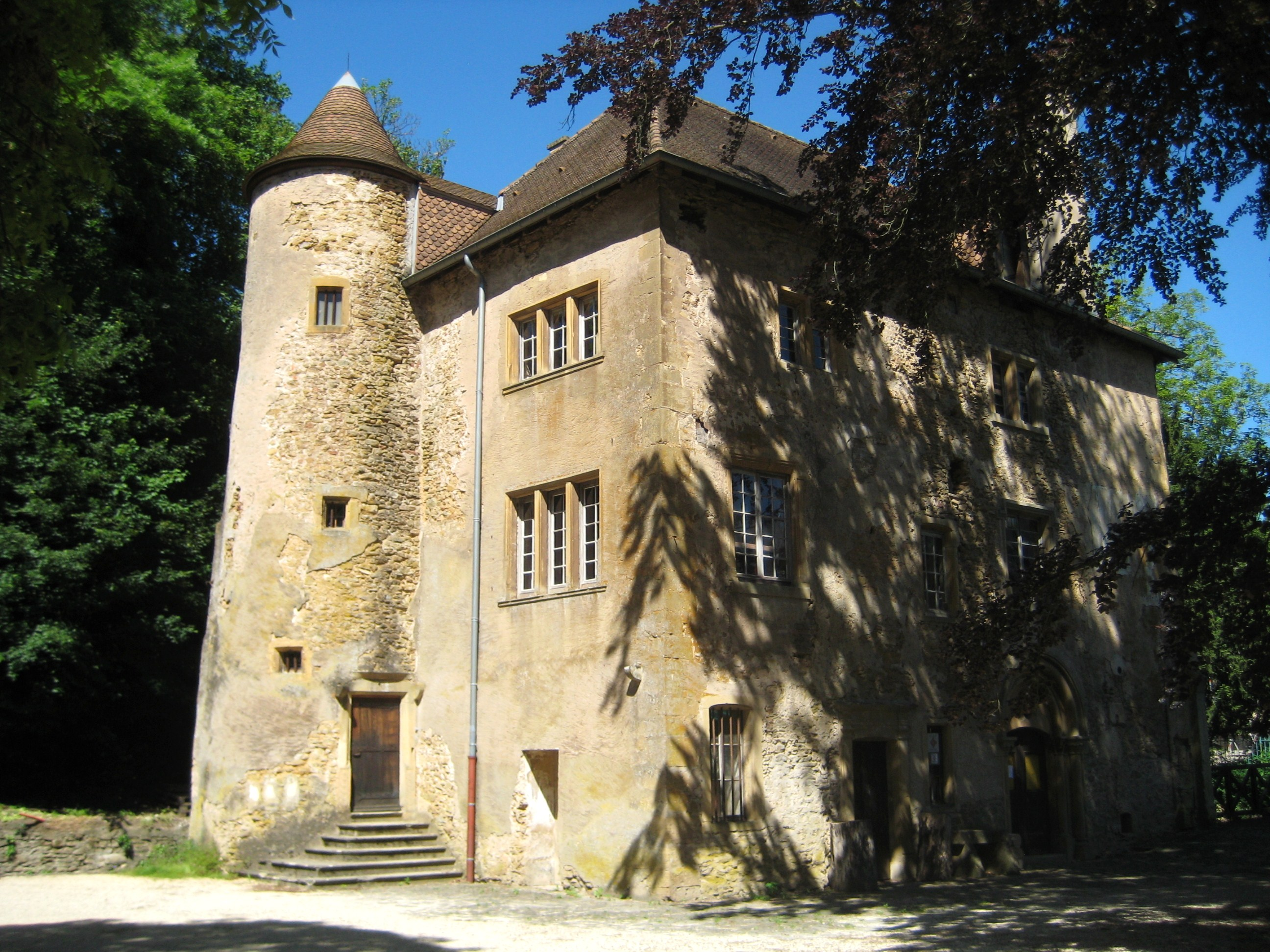
Het kasteel van Volkrange

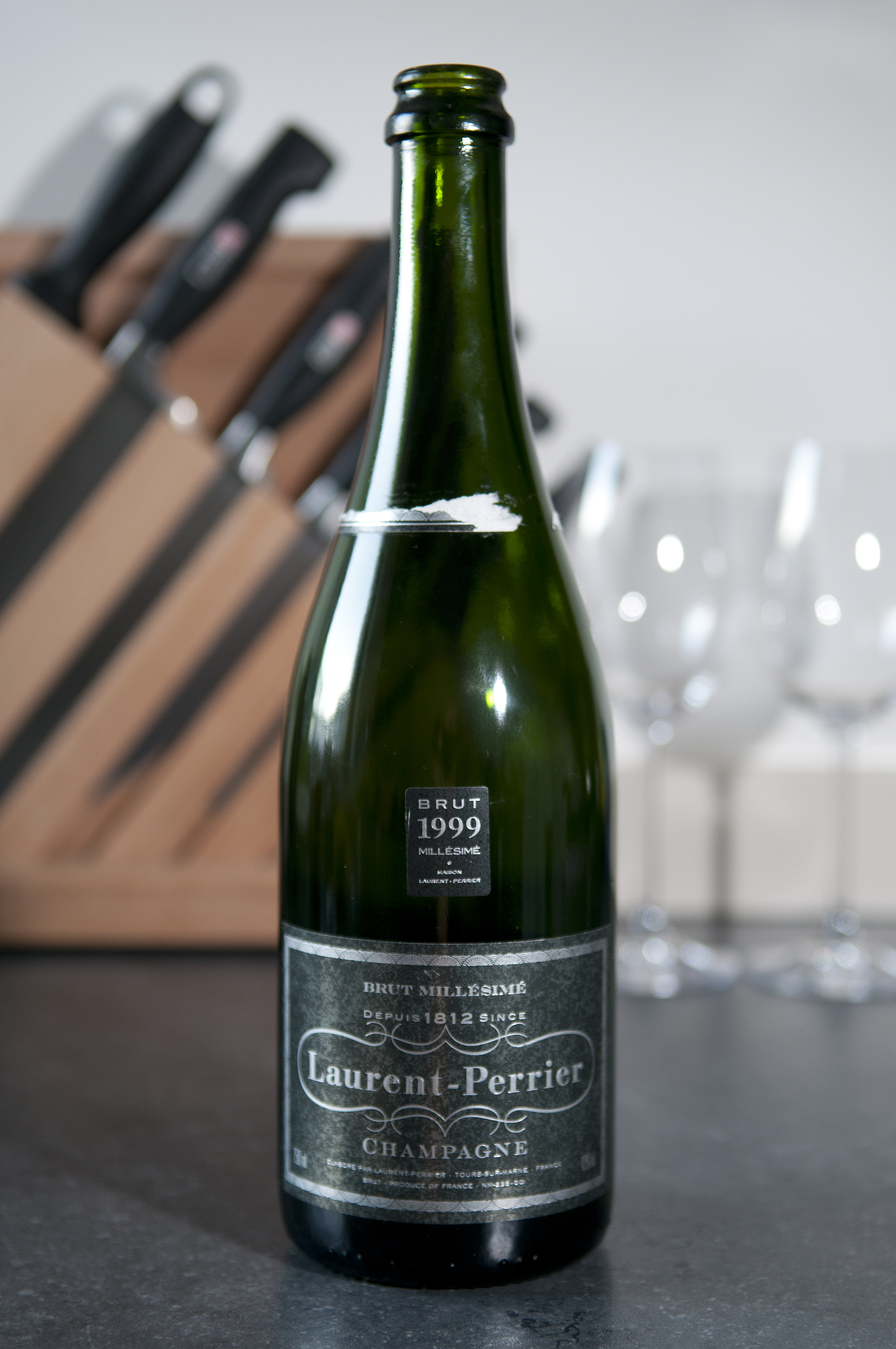
Champagne Laurent-Perrier

- Antoine-François de Nonancourt (Gérouville, 4 mei 1778 - Volkrange, 17 april 1833), staalfabrikant, kleinzoon van Philippe de Nonancourt (hierboven) was zoon van Paul de Nonancourt, heer van Mullen en Mathon, grootbaljuw van het graafschap Agimont, en van Marie-Claire de Neunheuser. In 1816, ten tijde van het Verenigd Koninkrijk der Nederlanden, verkreeg hij erkenning in de erfelijke adel en benoeming in de Ridderschap van Luxemburg. Hij werd maire van Volkrange en lid van de Provinciale Staten van Luxemburg. Hij trouwde in 1801 met Marie-Barbe de Mesnil (1777-1851), dochter van de handhaver van het recht in Volkrange. Ze kregen neven kinderen.
  - Frédéric de Nonancourt (1802-1876). Deze familietak doofde uit in 2000.
  - Alexandre de Nonancourt (1806-1893), staalfabrikant, trouwde met Anaïs de la Touche (1812-1867). Ze hadden zes kinderen.
    - Paul de Nonancourt (1847-1930), Frans brigade-generaal, trouwde met Marie Le Masson (1851-1938). Ze hadden acht kinderen.
      - Charles de Nonancourt (1879-1922) trouwde met Marie-Louise Lanson (1891-1952). Het was de weduwe die tijdens het interbellum het champagnehuis Laurent-Perrier aankocht.
        - Maurice de Nonancourt (1918 - gestorven in het concentratiekamp Sachsenhausen 13 februari 1945).
        - Bernard de Nonancourt (1920-2010) maakte van het huis Laurent-Perrier een van de voornaamste champagneproducenten.

De meeste afstammelingen de Nonancourt hebben de Franse en Belgische nationaliteit.